# Wyatt-felkelés
A Wyatt-felkelés 1554 januárjában kirobbant mozgalom, amely vezetőjéről, ifj. Thomas Wyattról kapta nevét. Célja Véres Mária hatalomtól való megfosztása és Erzsébet trónra juttatása volt. A felkelők úgy tervezték, hogy megszállják Londont, ezt azonban a milícia (fehérkabátosok) és a királynő testőrsége megakadályozta. A felkelés vezetőit (Thomas Wyatt és James Croft békebíró) halálra ítélték.